# 五日谈
《五日谈》，原名字面意義為《五天的故事》，是吉姆巴地斯达·巴西耳所著的一部故事集。该书用那不勒斯语写成，在巴西耳逝世后的1634年至1636年间以“Gian Alesio Abbattutis”的笔名出版，共2卷。
《五日谈》的出现比夏尔·佩罗《鹅妈妈的故事》早了近半个世纪，比格林兄弟的童话集早近两世纪，是欧洲第一部由童話构成的文学集。

## 历史
现在所称的《五日谈》（Pentamerone），在1634至1636年间於那不勒斯第一次出版时书名原为《最好的故事，小孩子的消遣读物》（Lo cunto de li cunti overo lo Trattenemiento de peccerille）。它以那不勒斯方言写成，在近两百年的时间里於北欧少有人问津。当中的故事由意大利诗人吉姆巴地斯达·巴西耳所搜集。该故事集在巴西耳逝世后由姐姐阿德里安娜·巴西耳（Adriana Basile）以“Gian Alesio Abbatutis”的易位构词笔名出版，1674年后受到薄伽丘《十日談》的启发更名为《五日谈》。这些故事以第一个故事作为框架故事，之后一群人在五天时间里每天各讲一个故事，以此叙述完这五十个故事。《十日谈》之后的其他一些故事集也采用了这样的叙事方式，例如乔叟的《坎特伯雷故事集》。
虽然该书曾受到冷遇，不过鉴于它是方言写成之作品，格林兄弟在第三版《格林童話》中将其高度赞扬为第一部民族童话集，认为与自身在童话上的浪漫民族主义观点相吻合。这使得《五日谈》之后声名大噪。

## 概要
《五日谈》围绕一个奇幻的框架故事展开，五天之中五十个故事都相互关联。框架故事大致讲述的是，有一位名叫佐扎（Zoza）的公主终日郁郁寡欢、面无笑容。他的父亲无论怎样逗她开心都无济于事。最后，父亲订制了一个喷油的喷泉放在宫殿门外，希望人们滑倒在地的场景能引她发笑。一位老妇人想试着把油收集起来，但一个路过的侍童打破了她的罐子，老妇人气得破口大骂，却逗得佐扎大笑起来。气急败坏的老妇人诅咒佐扎只能嫁给坎波·罗唐多（Camporotondo）的王子，而这是一位被诅咒的沉睡着的王子，只有通过在三天内用泪水填满王子墓前的罐子才能将他唤醒。在仙女的帮助下，佐扎找到了王子和罐子，正当快要填满罐子的时候却昏睡了过去。一个摩尔奴隶偷走罐子，并将它最终填满，骗走了王子。
这个框架故事自身是一则童话，兼有一些其他故事中出现过的母题：不见笑颜的公主、只能嫁给某个难以寻觅的人的诅咒、女主角因为拯救男主角而昏睡并因为他人诡计失去男主角等。
怀了身孕的奴隶王后要求国王给她讲故事，不然就杀死孩子。国王雇佣了十位女性来为皇后讲故事，其中就有化了装的佐扎。每人讲五个故事。通过这些故事，奴隶王后的骗局最终得以拆穿，怀孕着的她自己也被活埋。佐扎和王子过上了幸福快乐的生活。
这些故事中的许多是这些故事现今所知的最古老版本。

### 第一天
1. 男巫的故事
2. 桃金孃树
3. 佩伦托
4. 瓦迪埃罗
5. 跳蚤
6. 可怜的灰姑娘（《灰姑娘》的一个版本）
7. 商人
8. 山羊臉
9. 有魔法的雌鹿
10. 老妇人原形毕露

### 第二天
1. 佩乔西耐拉（《长发姑娘》的一个版本）
2. 水晶栈道
3. 维奥拉
4. 加格留索（《穿靴子的猫》的一个版本）
5. 蛇的故事
6. 母熊（《杂毛丫头》的一个版本）
7. 鴿子
8. 年轻的仆人（《白雪公主》的一个版本）
9. 掛鎖
10. 闲人的故事

### 第三天
1. 阿杖苔拉
2. 失去双手的潘塔（《没有手的女孩》的一个版本）
3. 小白脸的故事
4. 萨皮亚
5. 虱子、老鼠和蟋蟀
6. 大蒜梗
7. 考维托
8. 无知的年轻人
9. 罗赛拉
10. 三个仙女

### 第四天
1. 公鸡石
2. 俩兄弟
3. 三个动物之王
4. 七块猪皮
5. 龍的故事
6. 三顶王冠
7. 两块蛋糕
8. 七隻鴿子（《七只乌鸦》的一个版本）
9. 烏鴉
10. 骄傲受到惩罚（《画眉嘴国王》的一个版本）

### 第五天
1. 大白鵝
2. 十二个月
3. 平托·斯茅图
4. 金树根（《丘比特和普賽克》的一个版本）
5. 太陽、月亮和塔利娅（的一个版本）
6. 聪明的女人
7. 五個兒子
8. 耐利罗和内莱拉（《小弟弟和小姐姐》的一个版本）
9. 三隻香櫞果（《三個橙子的愛》的一个版本）
10. 五日故事会结束